# Aerumnosa nocturna
Aerumnosa nocturna är en tvåvingeart som beskrevs av Werner Mohrig 1999. Aerumnosa nocturna ingår i släktet Aerumnosa och familjen sorgmyggor. Inga underarter finns listade i Catalogue of Life.